# 高延德
高延德（？—11世纪），北宋将领。
宋仁宗宝元三年（1040年）正月，西夏皇帝李元昊攻延州塞门寨，高延德时以内殿承制任其寨主，寨中兵才一千人，屡告急，鄜延副都部署知延州赵振拥兵七千八百余人却按兵不动不敢救，对人说保守延州要紧，塞门虽然危急，宁可以大易小，写信给高延德：“可守则守。不可守，宜拔兵民以归。”塞门寨被围五月，赵振才遣百余人相救。五月，高延德率众弃寨，夏军据寨与之交战，高延德被擒，权兵马监押、左侍禁王继元被杀。安远寨也被西夏攻陷。塞门寨军士赵义逃回，妄称夏军曾杀狗与高延德盟誓，让高延德为内应，赵振信其言并上奏。陕西都转运使庞籍劾奏赵振拥兵不救，七月，赵振被贬白州团练使、知绛州，未行，高延德、王继元家又诉于朝廷，朝廷命侍御史方偕查问，赵振依法当斩，方偕奏称赵振兵少不敌、相救无益，九月赵振被再贬太子左清道率府率、潭州安置。鄜延部署、凤州团练使许怀德贬为宁州刺史，钤辖、文思使、文州防御使史崇信贬为资州团练使，供备库使、带御器械王从德罢免带御器械之职，都监、如京副使朱吉罢为供备库副使，都是因不救塞门、安远二寨的缘故获罪。仁宗并下诏只要有外敌入寇，不管多少、远近，都要即时救应。十一月，高延德、王继元被赠官，儿子被录用。高延德被赠慈州团练使，子三班差使、殿侍高允文被录为右班殿直、閤门祗候。
庆历元年（1041年）正月，李元昊求和，送还高延德，派他去延州与知延州范仲淹约谈。范仲淹见了高延德，觉得李元昊未肯归顺，又没有表章，不敢告知朝廷，就自己写信谕以逆顺，遣监押韩周陪同高延德回去将信给李元昊。二月，鄜延路走马承受安仪上言李元昊将塞门寨主高延德送到保安军，诏令高延德赴京师，但当时范仲淹已遣高延德回夏州了。毕仲游《孙沔神道碑》误作高延德奉书到延州及阙下，误。高延德回西夏后，是否曾重返宋朝，史书无载。